# Скальола

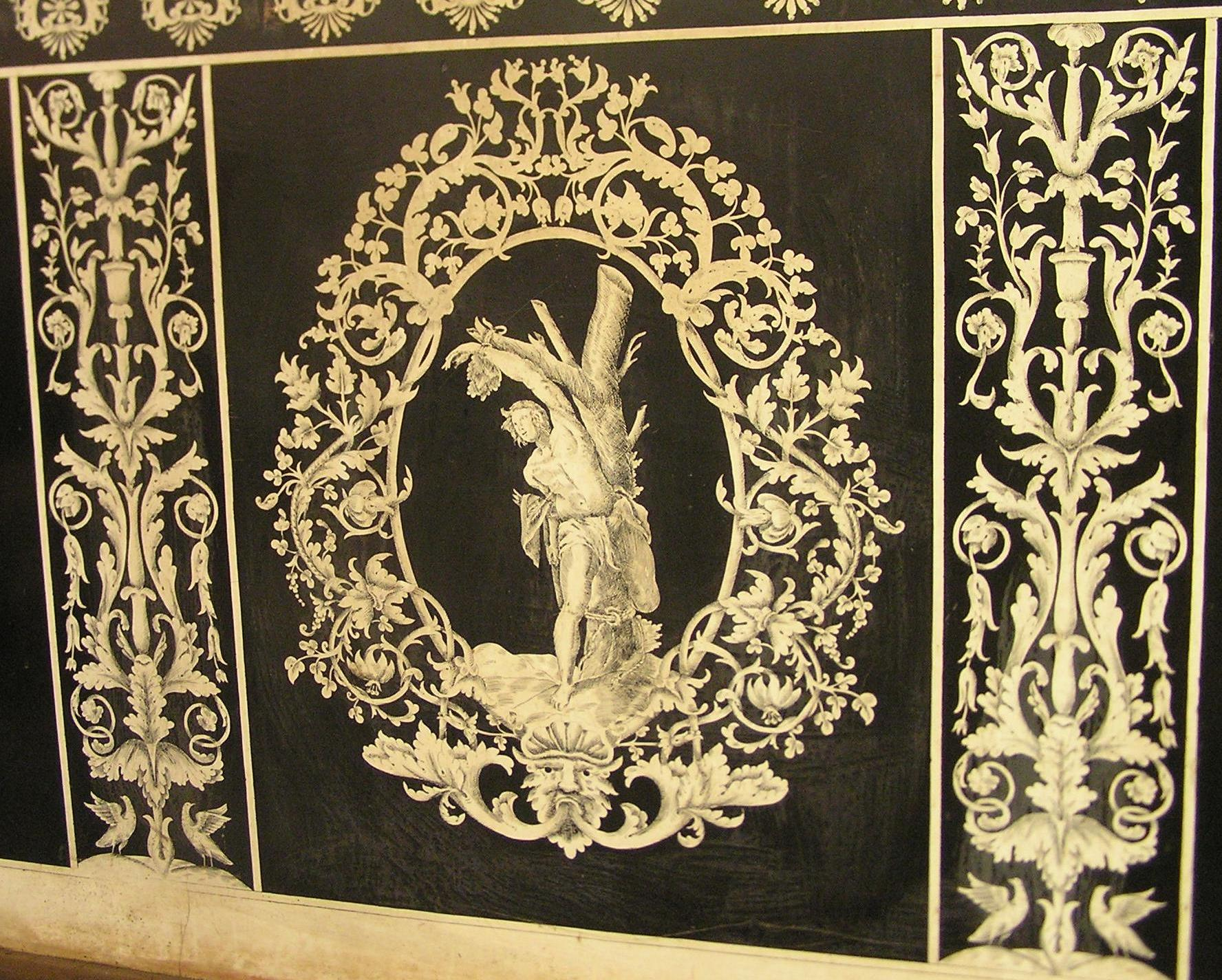
Деталь алтарной панели. Церковь Санта-Мария-делла-Помпоза. Модена, Италия. Мастер Гвидо Фасси

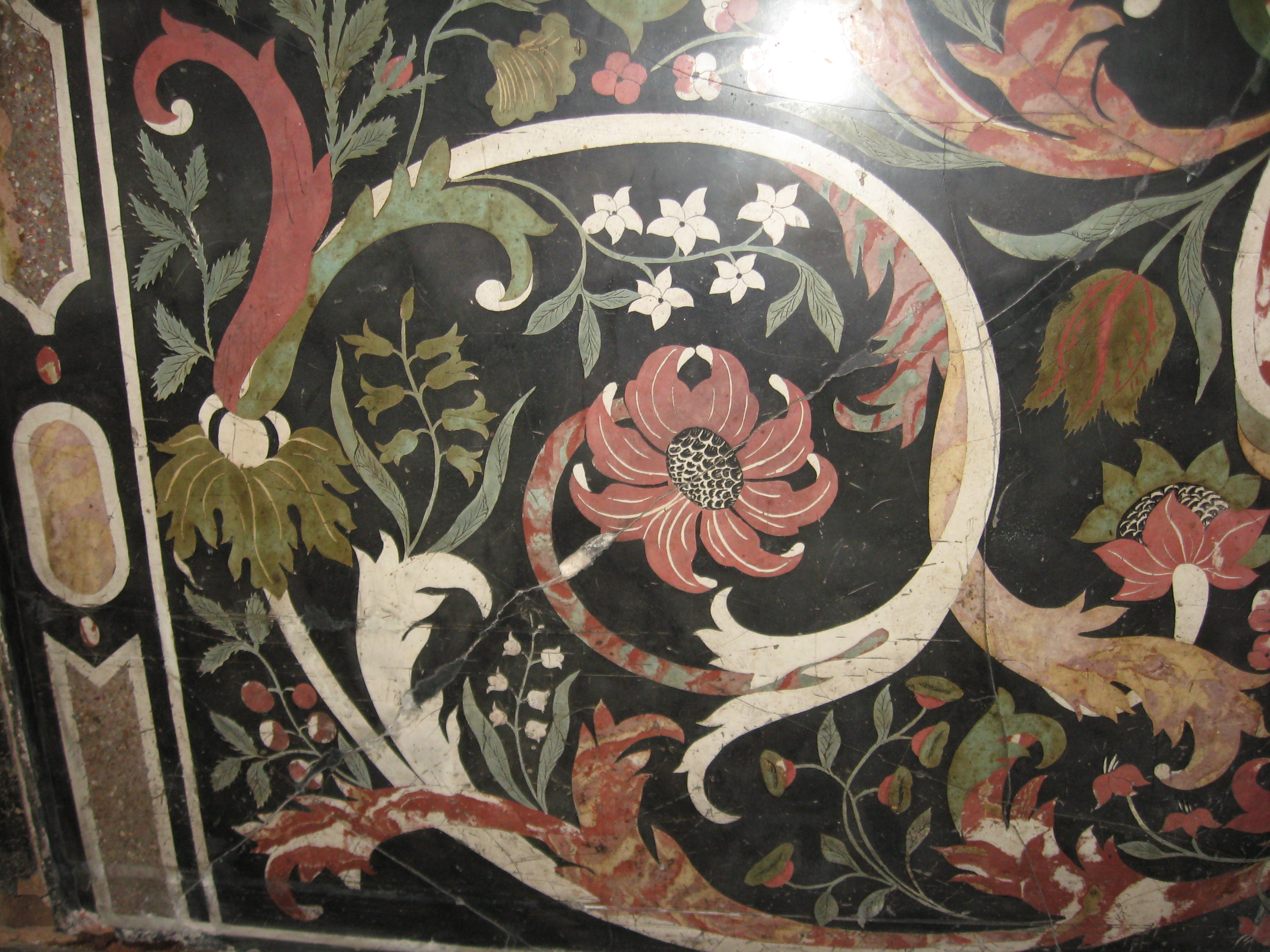
Декоративная панель в технике флорентийской мозаики (инкрустации по мрамору). Церковь Сант-Амброджо-а-Парабьяго. Милан, Италия

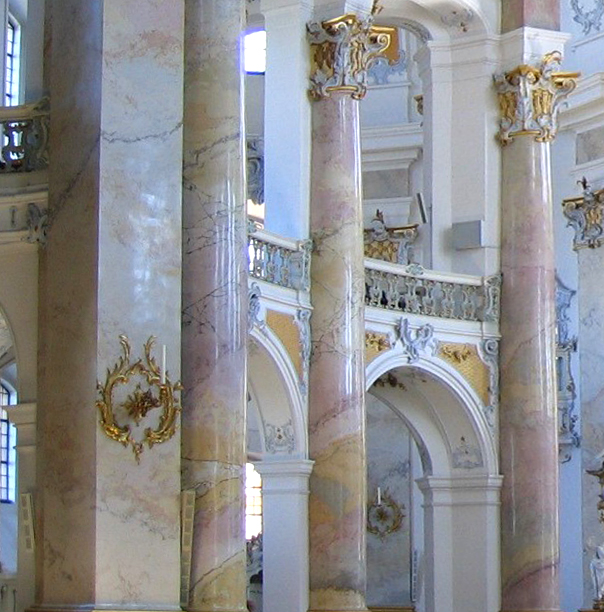
Искусственный мрамор (Stuckmarmor) колонн. Базилика четырнадцати святых заступников (Basilika Vierzehnheiligen) близ города Бад-Штаффельштайн под Бамбергом, Бавария

Искусственный зелёный мрамор колонн «Греческого зала» Большого дворца в Павловске под Петербургом. Проект архитектора Ч. Камерона. 1780-е гг.

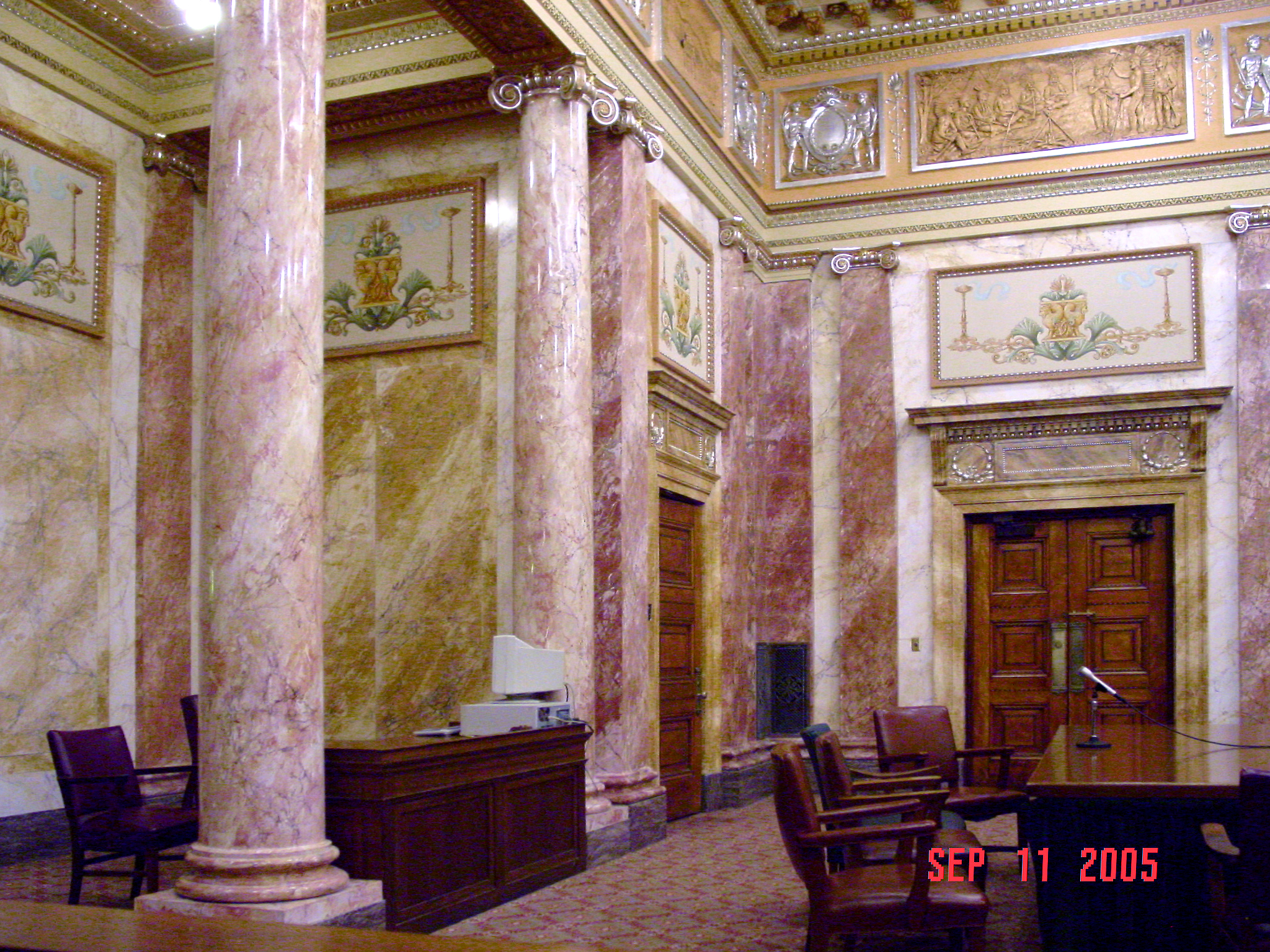
Интерьер здания окружного суда в Форт Уайан, округ Аллен, штат Индиана, США

Скальола, Скальоло (итал.  scagliolа, scagliolо). Термин употребляется в двух основных значениях. Первое — искусственный мрамор (нем. Stuckmarmor), специальная смесь обожжённого и измельчённого гипса (алебастра) с квасцами и клеем, иногда с добавлением мела, извести и красителей (для придания различной окраски. В этом значении — то же, что стукко, искусственный род штукатурки; материал для отделки стен, колонн и архитектурных деталей, отливки декоративной лепнины (мулюра). Подобная техника применялась в западноевропейской архитектуре с XVI века для имитации дорогостоящего мрамора разных цветов.
Второе значение — техника резьбы по мягкому материалу, в частности, гипсу. Восходит к древнеримскому обычаю декорирования стен гипсовой обмазкой с инкрустацией цветного гипса или разноцветного мрамора (лат. opus sectile). Классическая итальянская техника скальола предполагает резьбу по гипсу, или стукко, с последующей интарсией (врезания) углублений с разноцветным гипсом. Близкая техника врезания гипса одного цвета в другой или соскабливания (снимания слоя) называется сграффито. «Разделки» разноцветным гипсом с разводами «под мрамор» (из недостаточно перемешанной смеси) называются мареццо (итал. marezzo — муар, штукатурка под мрамор).

## Этимология
В истории итальянского искусства употребляли уменьшительное: скальино (итал. scaglino). Термин происходит от итальянского слова (итал. scagliа — чешуйка, чешуйчатый), также — окалина, блестящий осколок камня, мрамора. «Скалья» — название чешуйчатой разновидности минерала селенита (прозрачного гипса, одной из пород известняка), добываемого в итальянских Альпах, который применялся в качестве наполнителя штукатурной смеси. (итал. Scagliаre — чистить рыбу, шелушить, а также: кидать, бросать, вытёсывать). Отсюда устаревший термин: скальятор — резчик по камню, мрамору.

## История
В истории искусства Нового Времени техника «скальола» возникла на рубеже XVI—XVII веков. Её изобретателем считают мастера Гвидо Фасси (1584—1649) из города Карпи, Эмилия-Романья. Фасси успешно создавал эффект цветного мрамора из смеси гипса и пигментов, одновременно используя «врезание» (приём скальоло во вторичном значении). Некоторые из его необычных работ сохранились в соборе Карпи и церкви Сан-Николо. Город Карпи стал столицей этого ремесла. Здесь в технике скальола создавали панели (антепендиумы) алтарей (рaliotto d’altare), а также небольшие картины, панно, полки и столешницы, декоративные вставки для мебели, сундуки и шкатулки.
В XVIII веке центр ремесла переместился во ФлоренцииФлоренцию. Здесь мастерам скальолы покровительствовали герцоги Тосканские. Во Флоренции использовали сочетания разноцветного мрамора и других цветных минералов, слоновой кости, перламутра, вырезая их по контуру рисунка и обыгрывая контрасты цвета и текстуры материалов. Такая разновидность техники инкрустации, или «мозаичного набора» в античности называвшаяся opus sectile, в Италии получила наименование флорентийской мозаики, или «рietra dura» (твёрдый камень).
Во Флоренции искусство скальолы достигло небывалых высот, приблизившись в своём развитии к искусству живописи. Особая роль в этом принадлежала монахам Ордена Валломброза братьям Энрико (1695—1771) и Игнасио Хугфорду (1703—1778), а также монахам-картезианцам — чертозианская мозаика.
Расцвет искусства скальолы связан с эпохой барокко. В XVII—XVIII веках произведения итальянских мастеров пользовались огромной популярностью по всей территории Европы от Италии до Англии. Под их влиянием в ряде европейских культурных центров появились свои мастера и школы. Яркий пример тому Австрия и Бавария.
В XVIII столетии техникой «скальоло» называли также способ резьбы гемм из цветного гипса. Этот способ применял в Англии около 1764 года мастер Доменико Бартоли, родом из Ливорно, Италия. Техника скальоло получила наибольшее распространение в оформлении дворцовых интерьеров конца XVIII — начала XIX веков, в периоды неоклассицизма и ампира, в связи с модой на «помпеянский» стиль в подражание настенным росписям древних Помпей первого, «инкрустационного стиля».

### Скальола в России
В России технологию скальолы (дореф. «скаглiолъ».) внедрил архитектор Джакомо Кваренги (1744—1817). Здесь её стали называть «осёлковый мрамор», от слова осёлок — шлифовальный камень, которым производилась шлифовка и полировка. С осёлковым мрамором работали и другие русские зодчие, строители Санкт-Петербурга: В. И. Баженов, Ч. Камерон, О. Монферран, В. П. Стасов.

## «Новая скальола»
В XIX веке апогеем развития техники имитации каменной облицовки и искусственного мрамора
стало творчество декоратора Томаса Кершоу (1819—1898). Его называли гениальным имитатором. И хотя он работал только в Великобритании, снискал себе мировую славу.
В конце XIX и начале XX века штукатурка, подобная скальоле, стала широко использоваться в Соединенных Штатах Америки. Такую отделку называют «американская скальола» или «Мареццо Скальола». Главное отличие американской скальолы от традиционной связано с первой попыткой сменить гипсовую основу (гипсовые вяжущие) на более современное на тот момент связующее вещество, основанное на цементе.
В настоящее время со скальолой работают лишь немногие творческие и реставрационные мастерские. Современные мастера используют, как правило, одну из двух категорий. Одни стремятся создавать изделия, применяя исторические рецептуры и материалы, которые были доступны мастерам той или иной эпохи и географической локации. Вторые применяют современные вяжущие материалы (современные цементы, магнезиты, полимеры и пр.), современные наполнители и красящие вещества, благодаря чему способны значительно расширить сферу применения техники.
Традиционные рецептуры старых мастеров скальолы имели большие ограничения своего применения из-за низкой стойкости к воде и другим агрессивным средам гипсовых вяжущих. Поэтому современная скальола, в основе которой лежат современные типы вяжущих, может находить применение не только в высокохудожественных изделиях интерьера, но и в экстерьере, облицовке стен, фасадов домов, колонн, лестниц, в напольных покрытиях, а также для литья сложных и скульптурных форм, в изделиях сантехники, воплощении многих других художественных замыслов дизайнеров, художников, архитекторов, строителей.